# Einseitiger Einstichproben-Gauß-Test
Der einseitige Einstichproben-Gauß-Test, verkürzt auch Einstichproben Gauß-Test, auch einseitiger Gauß-Test genannt, ist ein spezieller statistischer Test in der Testtheorie, einem Teilgebiet der mathematischen Statistik. In seiner Grundfassung testet er im Falle einer Normalverteilung mit unbekanntem Erwartungswert und bekannter Varianz, ob der Erwartungswert über oder unter einem vorgegebenen Schwellenwert liegt. Ist der Stichprobenumfang groß genug und kann angenommen werden, dass der zentrale Grenzwertsatz gilt, so kann der Test auch als approximativer Test verwendet werden. Getestet wird dann ebenfalls, ob der Erwartungswert einer unbekannten Verteilung über oder unter einem vorgegebenen Schwellenwert liegt.

## Vorgehen
Kann angenommen werden, dass eine Normalverteilung mit Varianz {\displaystyle \sigma _{0}^{2}} vorliegt, so läuft der Test nach dem folgenden Schema ab:
- Wähle einen Schwellenwert {\displaystyle \mu _{0}} für den unbekannten Erwartungswert. Die Nullhypothese {\displaystyle H_{0}} ist dann von der Form

{\displaystyle H_{0}=(-\infty ,\mu _{0}]}
und die Alternativhypothese ist von der Form
{\displaystyle H_{1}=(\mu _{0},+\infty )}
- Wähle ein Signifikanzniveau {\displaystyle \alpha \in (0,1)} (auch als zugelassene  oder erlaubte  Irrtumswahrscheinlichkeit bezeichnet), das die Fehlerwahrscheinlichkeit 1. Art nach oben beschränkt.
- Berechne den kritischen Wert

{\displaystyle k:=\mu _{0}+u_{1-\alpha }\cdot {\sqrt {\frac {\sigma ^{2}}{n}}}}.
Hierbei ist {\displaystyle u_{1-\alpha }} das {\displaystyle (1-\alpha )}-Quantil der Standardnormalverteilung, das in der Quantiltabelle der Standardnormalverteilung nachgeschlagen werden kann. Des Weiteren ist {\displaystyle n} die Anzahl der Elemente in der Stichprobe und {\displaystyle \sigma _{0}^{2}} die bekannte Varianz der zugrundeliegenden Normalverteilung.
- Bilde das arithmetische Mittel

{\displaystyle {\overline {x}}={\tfrac {1}{n}}\sum _{i=1}^{n}x_{i}}
der Stichprobenelemente {\displaystyle x_{1},x_{2},\dots ,x_{n}}.
- Falls das arithmetische Mittel größer als der kritische Wert ist, also falls {\displaystyle {\overline {x}}>k} gilt: lehne die Nullhypothese ab. Ansonsten behalte die Nullhypothese bei.

Wählt man als Nullhypothese {\displaystyle H_{0}} den rechten Teil der Zahlengeraden, also
{\displaystyle H_{0}=[\mu _{0},+\infty )}
und als Alternative entsprechend
{\displaystyle H_{1}=(-\infty ,\mu _{0})},
so bleibt das allgemeine Vorgehen gleich. Jedoch wird bei der Bestimmung des kritischen Wertes das {\displaystyle (1-\alpha )}-Quantil durch das {\displaystyle \alpha }-Quantil {\displaystyle u_{\alpha }} ersetzt. Er berechnet sich dann zu
{\displaystyle k':=\mu _{0}+u_{\alpha }\cdot {\sqrt {\frac {\sigma ^{2}}{n}}}}.
Die Nullhypothese wird dann abgelehnt, wenn das arithmetische Mittel kleiner als der kritische Wert ist, also wenn {\displaystyle {\overline {x}}<k'} gilt. Sie wird entsprechend beibehalten, wenn das arithmetische Mittel größer als der kritische Wert ist.

## Optimalität
Im oben beschriebenen Fall eine Normalverteilung mit unbekanntem Erwartungswert und bekannter Varianz sowie den oben verwendeten Hypothesen ist der einseitige Gauß-Test ein gleichmäßig bester Test. Dies bedeutet, dass er zu jedem beliebigen vorgegebenen Niveau {\displaystyle \alpha } immer einen kleineren Fehler 2. Art hat als alle anderen Tests für diese Situation.
Der Beweis beruht darauf, dass die Normalverteilung zur Exponentialfamilie gehört und einen monotonen Dichtequotienten besitzt. Dadurch lässt sich das Neyman-Pearson-Lemma für zweielementige Testprobleme mittels Monotonieargumenten auf die Menge der hier betrachteten Normalverteilungen ausweiten.

## Mathematische Grundlage
Das zugrundeliegende statistische Modell ist
{\displaystyle (\mathbb {R} ^{n},{\mathcal {B}}(\mathbb {R} ^{n}),({\mathcal {N}}(\mu ,\sigma _{0}^{2}))_{\mu \in \mathbb {R} })}
und wird auch als Normalverteilungsmodell bezeichnet. Es ist ein Produktmodell und formalisiert die oben implizit getroffene Annahme, dass die Stichprobenvariablen {\displaystyle X_{1},X_{2},\dots ,X_{n}}unabhängig und identisch verteilt sind.
Dieses Modell ist die mathematische Formalisierung der Durchführung von {\displaystyle n} identischen Experimenten, die sich nicht gegenseitig beeinflussen und deren Ausgang normalverteilt ist mit bekannten Varianz und unbekanntem Erwartungswert.
Der Test {\displaystyle \varphi } der Nullhypothese {\displaystyle H_{0}=(-\infty ,\mu _{0}]} gegen die Alternative {\displaystyle H_{1}=(\mu _{0},+\infty )} beruht auf der Teststatistik
{\displaystyle T(X)={\tfrac {1}{n}}\sum _{i=1}^{n}X_{i}},
dem sogenannten Stichprobenmittel. Es ist Normalverteilt zum unbekannten Mittelwert {\displaystyle \mu } und zur Varianz {\displaystyle {\tfrac {\sigma ^{2}}{n}}}, es gilt also
{\displaystyle T(X)\sim {\mathcal {N}}(\mu ,{\tfrac {\sigma ^{2}}{n}})}.
Dies folgt aus den Rechenregeln für Normalverteilte Zufallsvariablen. Der eigentliche statistische Test ist dann gegeben durch
{\displaystyle \varphi (X)={\begin{cases}1&{\text{ falls }}\quad T(X)>k\\0&{\text{ falls }}\quad T(X)\leq k\end{cases}}}
Hierbei ist {\displaystyle k} der kritische Wert. Durch ihn wird das Niveau (und damit der Fehler erster Art) festgelegt. Ist das Niveau als {\displaystyle \alpha } vorgegeben, so errechnet sich der kritische Wert wie oben zu
{\displaystyle k:=\mu _{0}+u_{1-\alpha }\cdot {\sqrt {\frac {\sigma ^{2}}{n}}}}
mit dem {\displaystyle 1-\alpha }-Quantil  {\displaystyle u_{1-\alpha }} der Standardnormalverteilung.
Der Ablehnbereich {\displaystyle A} des Tests ist somit
{\displaystyle A=\{x\in \mathbb {R} ^{n}\mid {\overline {x}}>k\}},
was in Vektorenschreibweise
{\displaystyle A=\{x\in \mathbb {R} ^{n}\mid \mathbf {1} ^{T}x>nk\}}
entspricht. Hierbei ist {\displaystyle \mathbf {1} } der Einsvektor und {\displaystyle x=(x_{1},x_{2},\dots ,x_{n})}. Der Ablehnbereich bildet also einen Halbraum.
Die mathematischen Grundlagen für den analogen Test der Nullhypothese {\displaystyle H_{0}=[\mu _{0},+\infty )} gegen die Alternative {\displaystyle H_{1}=(-\infty ,\mu _{0})} sind dieselben, lediglich die Ungleichheitszeichen im Test kehren sich um und der kritische Wert wird wie im oberen Abschnitt angegeben bestimmt.

## Abweichende Definitionen
In der Literatur findet sich sowohl die Definition des Tests als
{\displaystyle \varphi (X)={\begin{cases}1&{\text{ falls }}\quad T(X)>k\\0&{\text{ falls }}\quad T(X)\leq k\end{cases}}}
als auch als
{\displaystyle \varphi (X)={\begin{cases}1&{\text{ falls }}\quad T(X)\geq k\\0&{\text{ falls }}\quad T(X)<k\end{cases}}}
Die voneinander abweichenden Ungleichheitszeichen haben jedoch auf das Ergebnis des Tests keinen Einfluss, das immer {\displaystyle P(T(X)=k)=0} gilt. Die Wahrscheinlichkeit, dass die Teststatistik genau den kritischen Wert annimmt und die beiden Definitionen somit verschiedene Werte annehmen, ist gleich null und kann vernachlässigt werden.

## Abgeleitetes Konfidenzintervall
Das aus dem Einstichproben Gauß-Test abgeleitete Konfidenzintervall zum Konfidenzniveau {\displaystyle 1-\alpha } ist
{\displaystyle C_{1}(X)=\left[{\overline {X}}-u_{1-\alpha }\cdot {\sqrt {\tfrac {\sigma _{0}^{2}}{n}}};\infty \right)}.
beziehungsweise
{\displaystyle C_{2}(X)=\left(-\infty ;{\overline {X}}+u_{1-\alpha }\cdot {\sqrt {\tfrac {\sigma _{0}^{2}}{n}}}\right]}.
Dies folgt direkt aus der Dualität von Tests und Konfidenzbereichen. Die Konfidenzintervalle sind somit gleichmäßig beste Konfidenzintervalle.